# Dušan Vlaisavljević
Dušan Vlaisavljević, hrvaški general, * 24. april 1919, † ?.

## Življenjepis
Leta 1941 se je pridružil NOVJ in naslednje leto je postal član KPJ. Med vojno je bil poveljnik več enot, nazadnje 13. in 43. divizije.
Po vojni je bil poveljnik divizije, načelnik štaba letalskega korpusa, poveljnik letalske divizije, poveljnik letalskega korpusa, pomočnik poveljnika za zaledje VL in ZO.